# Кузьмина, Зоя Борисовна
Зоя Борисовна Кривова   (род. 19 декабря 1985) — российская актриса.

## Биография
Зоя Юдина в 2007 году окончила театральный факультет Саратовской консерватории им. Собинова (курс Риммы Беляковой). В дипломных спектаклях играла роли Матрёны в спектакле «Сны Бальзаминова» (композиция Риммы Беляковой по пьесам Александра Островского «Праздничный сон — до обеда», «Свои собаки грызутся, чужая не приставай!», «За чем пойдёшь, то и найдёшь»), Ванды и Эммы Эдуардовны в спектакле «Яма» по повести А. И. Куприна.
По окончании театрального ВУЗа была принята в труппу Саратовского академического театра драмы имени И. А. Слонова. Ещё с 4-го курса Зоя была занята в репертуарных спектаклях театра.
С началом работы в театре Зое стали доверять главные роли: Маша в «Немного о лете», Бэйб в «Сердечных тайнах», Заречная в «Чайке», а также роли первого плана — Китти Дюваль в «Лучших днях нашей жизни».
Была замужем за актёром Александром Кузьминым, в 2012 году у семейной пары родился сын.
С 2014 года снимается в кино.

## Творчество

### Роли в театре

#### Саратовский академический театр драмы имени И. А. Слонова

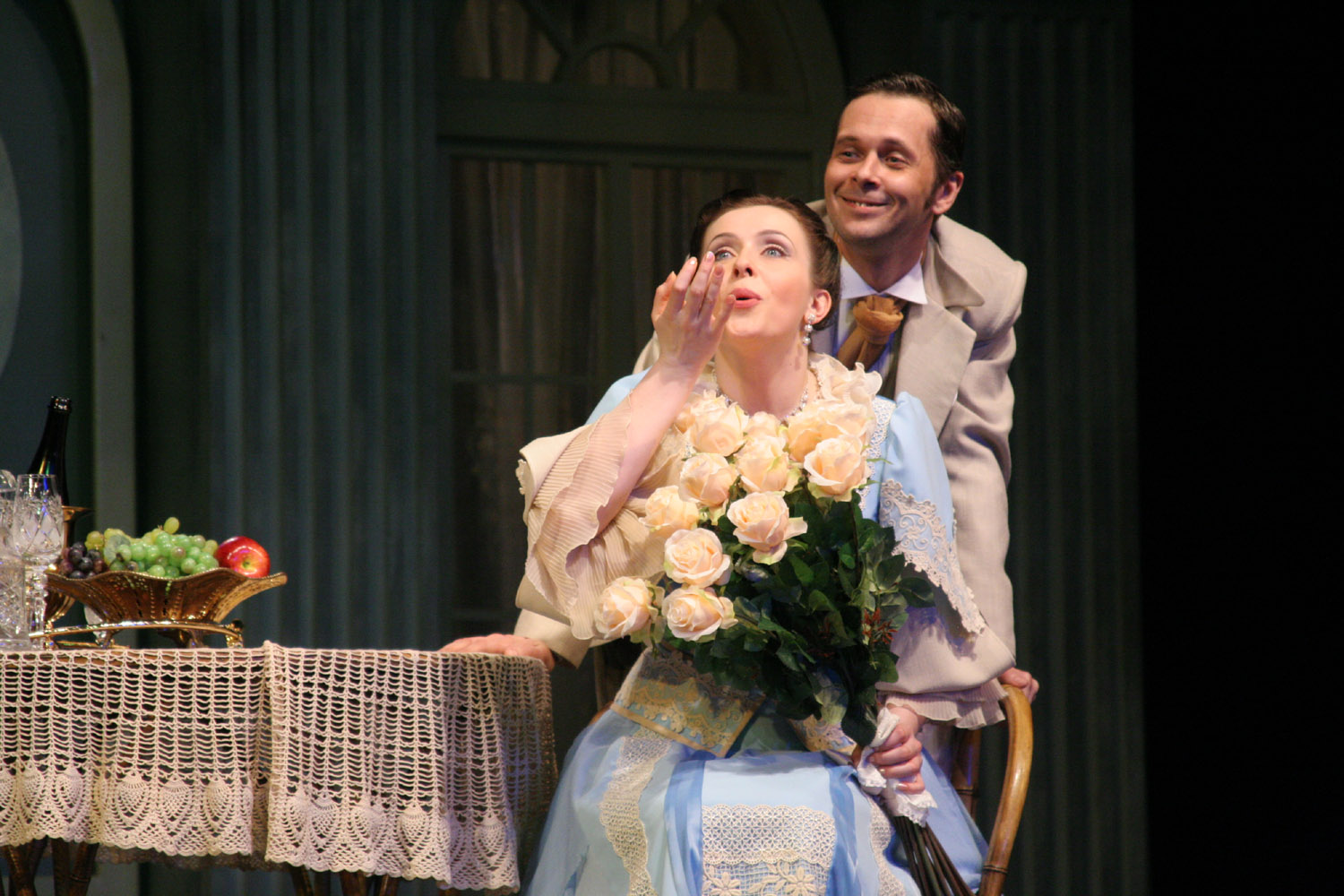
Сцена из спектакля «Бешеные деньги». Артисты Зоя Юдина и Андрей Седов

- 2006 — «Ночь ошибок» О. Голдсмита. Режиссёр Римма Белякова — Мисс Нэвилл[3]
- 2006 — «Дом Бернарды Альбы» Ф. Г. Лорка. Режиссёр Марина Глуховская — женщина
- 2006 — «Трамвай „Желание“» Теннесси Уильямса. Режиссёр Марина Глуховская — Кармен Родригес
- 2006 — «12 месяцев» С. Маршака. Режиссёр Алексей Зыков — дочка
- 2007 — «Преступление и наказание» Ф. М. Достоевского. Режиссёр Марина Глуховская — бывшая гимназистка
- 2007 — «Безымянная звезда» Михаила Себастиана. Режиссёр Александр Плетнёв — Земфиреску[5][6]
- 2007 — «Немного о лете» Екатерины Ткачёвой. Режиссёр Марина Глуховская — Маша
- 2008 — «Гамлет» Шекспира. Режиссёр Марина Глуховская — актриса бродячей труппы
- 2008 — «Лучшие дни нашей жизни» У. Сарояна. Режиссёр: Александр Плетнёв — Китти Дюваль
- 2008 — «Гонза и волшебные яблоки» пьеса Майи Береговой по мотивам «Озорных сказок» Йозефа Лады. Режиссёр: Ансар Халилуллин — принцесса Маня
- 2009 — «Сердечные тайны» Бет Хенли. Режиссёр: Сергей Стеблюк — Бейб
- 2009 — «Частная жизнь» Ксении Степанычевой. Режиссёр: Даниил Безносов — Света, Таня
- 2009 — «Иван-Богатырь и Свет-Луна» Виталий Руснак по мотивам русских народных сказок. Режиссёр: Даниил Безносов — Свет-Луна
- 2010 — «Чайка» А. П. Чехова. Режиссёр: Сергей Стеблюк — Нина Заречная
- 2012 — «Бешеные деньги» А. Н. Островского. Режиссёр: Александр Кузин — Лидия Чебоксарова[7]
- 2013 — «Антигона» Ж.Ануй. Режиссёр: Ольга Харитонова — Исмена
- 2016 — «Па-Де-Де» Татьяны Москвиной. Режиссёр: Юрий Николаенко — Эва Шилкина
- 2017 — «Живой труп» Льва Толстого. Режиссёр Марина Глуховская — цыганка Маша
- 2017 — «Карусель по господину Фрейду» Артура Шницлера. Режиссёр: Александр Кузин — Актриса[8]
- 2018 — «Анна в тропиках» Нило Круз. Режиссёр: Марина Глуховская — Кончита
- 2018 — «Тень» Е. Шварца. Режиссёр: Александр Созонов — Принцесса
- 2018 — «ДоХХХод» по мотивам пьесы Александра Островского «Доходное место». Режиссёр: Данила Чащин — Анна Павловна Вышневская
- 2019 — «Восемь любящих женщин» Робер Тома. Режиссёр: Николай Покотыло — Пьеретта[9]
- 2019 — «Моя Марусечка» Александры Васильевой. Режиссёр: Марина Глуховская — Саша, девушка из провинции, «путешественник во времени»[10]
- 2019 — «Рождественский фантом» по мотивам новеллы О.Уайльда «Кентервильское привидение». Режиссёр: Любовь Баголей — Миссис Шерил Отис[11]

#### Московский театр-студия под руководством Олега Табакова
- 2015 — «Мадонна с цветком» М. Глушко. Режиссёр: Александр Марин — Клавдия[12]

### Роли в кино
- 2014 — Перевозчик — Люба Грановская
- 2016 — Пятая стража — в эпизоде